# Vórtice de Rankine

Distribución de velocidad en un vórtice de Rankine

El vórtice de Rankine es un modelo matemático simple de un vórtice en un  fluido viscoso. Lleva el nombre de su descubridor, William John Macquorn Rankine.
Un flujo en remolino en un fluido viscoso puede ser caracterizado por un núcleo central que comprende un vórtice forzado, rodeado por un vórtice libre. En un  fluido no viscoso, por otro lado, un flujo arremolinándose consiste enteramente de un vórtice libre con una singularidad en su punto de centro. La velocidad tangencial de un vórtice Rankine con circulación {\displaystyle \Gamma } y radio {\displaystyle R} es:
{\displaystyle u_{\theta }(r)={\begin{cases}\Gamma r/(2\pi R^{2})&r\leq R,\\\Gamma /(2\pi r)&r>R.\end{cases}}}
El resto de los componentes de la velocidad son idénticamente cero, de modo que el campo de velocidad total es {\displaystyle \mathbf {u} =u_{\theta }\ \mathbf {e_{\theta }} }.